# Municipio de Inguadona
El municipio de Inguadona (en inglés: Inguadona Township) es un municipio ubicado en el condado de Cass en el estado estadounidense de Minnesota. En el año 2010 tenía una población de 190 habitantes y una densidad poblacional de 1,92 personas por km².

## Geografía
El municipio de Inguadona se encuentra ubicado en las coordenadas 47°0′53″N 94°4′23″O / 47.01472, -94.07306. Según la Oficina del Censo de los Estados Unidos, el municipio tiene una superficie total de 98.82 km², de la cual 89,64 km² corresponden a tierra firme y (9,29 %) 9,18 km² es agua.

## Demografía
Según el censo de 2010, había 190 personas residiendo en el municipio de Inguadona. La densidad de población era de 1,92 hab./km². De los 190 habitantes, el municipio de Inguadona estaba compuesto por el 98,42 % blancos, el 0,53 % eran amerindios y el 1,05 % eran de una mezcla de razas. Del total de la población el 0 % eran hispanos o latinos de cualquier raza.